# Weg-Malve
Die Weg-Malve (Malva neglecta) gehört zur Unterfamilie der Malvoideae innerhalb der Familie der Malvengewächse (Malvaceae) und wird auch Feld-Malve, Gemeine Malve, Gänse-Malve, Gänsepappel, Hasenpappel, Käsepappel, Käslikraut, Rosspappel oder Schwellkraut genannt. In Notzeiten wurde diese Pflanzenart als Gemüse und Mehllieferant verwendet, auch gelegentlich als Heilkraut. Wenn die Weg-Malve viel Stickstoff zur Ernährung hat, stellt sie durch die starke Anreicherung von Nitrat eine Gefahr für Tiere dar.

## Beschreibung

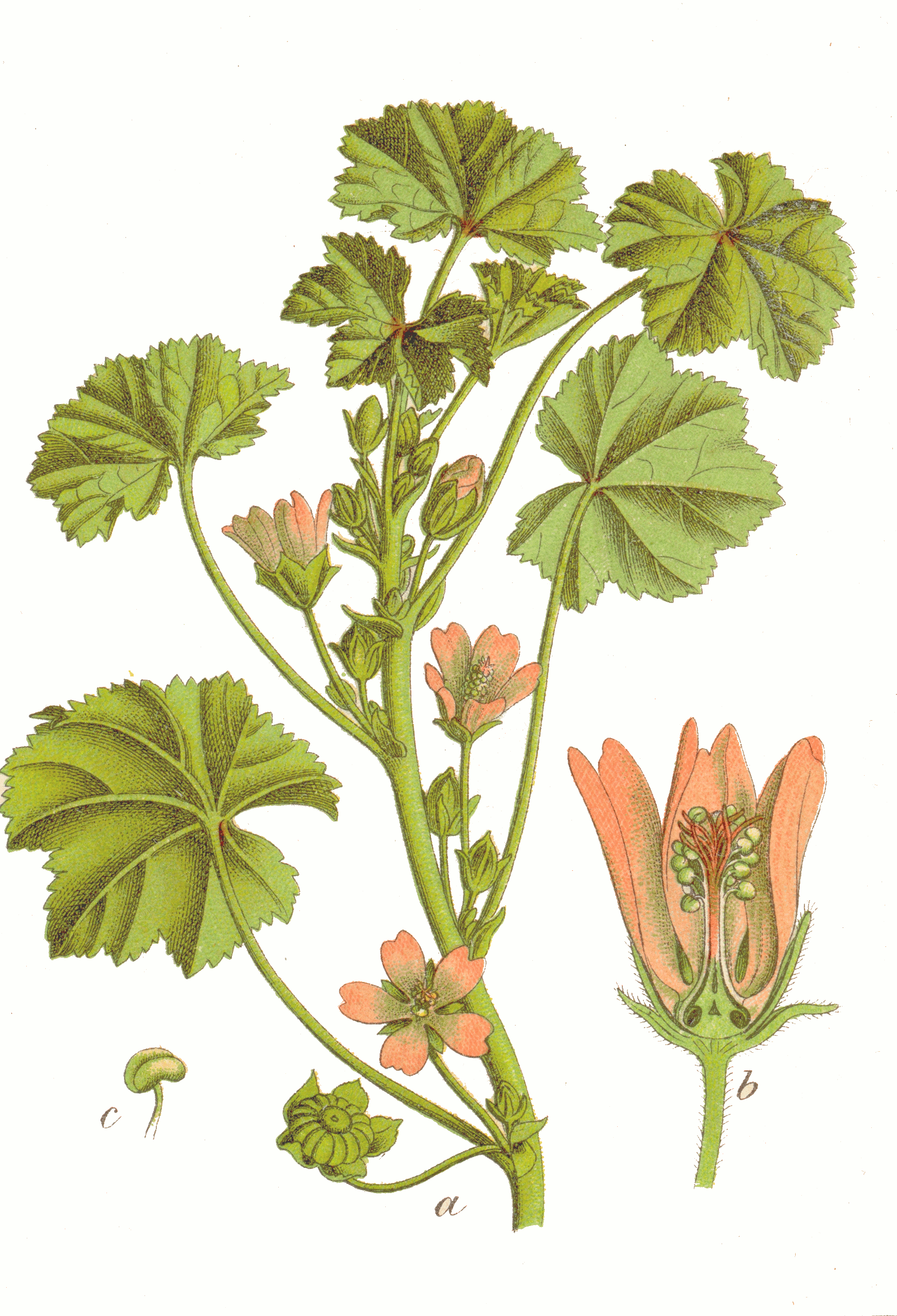
Illustration

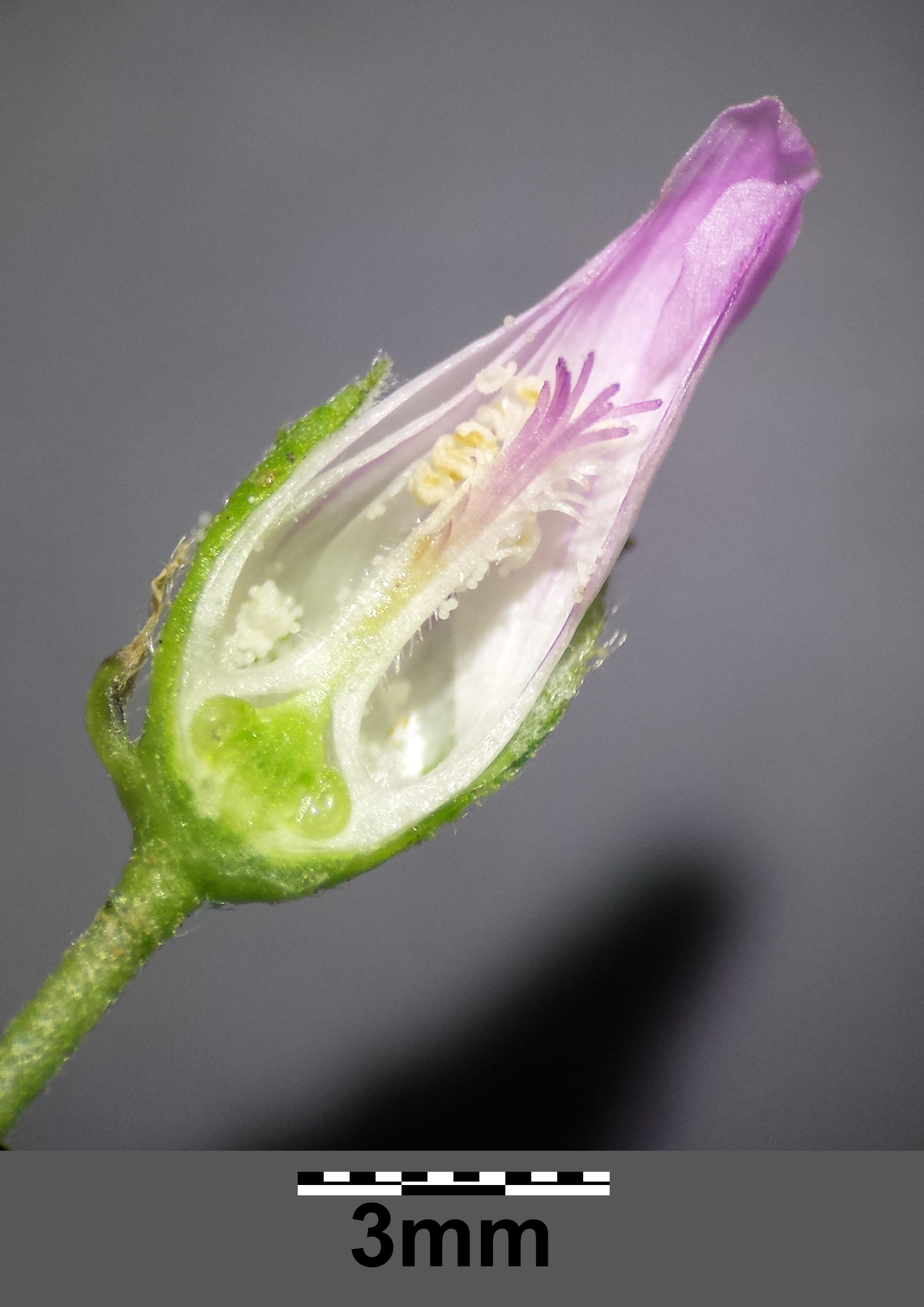
Geöffnete Blüte

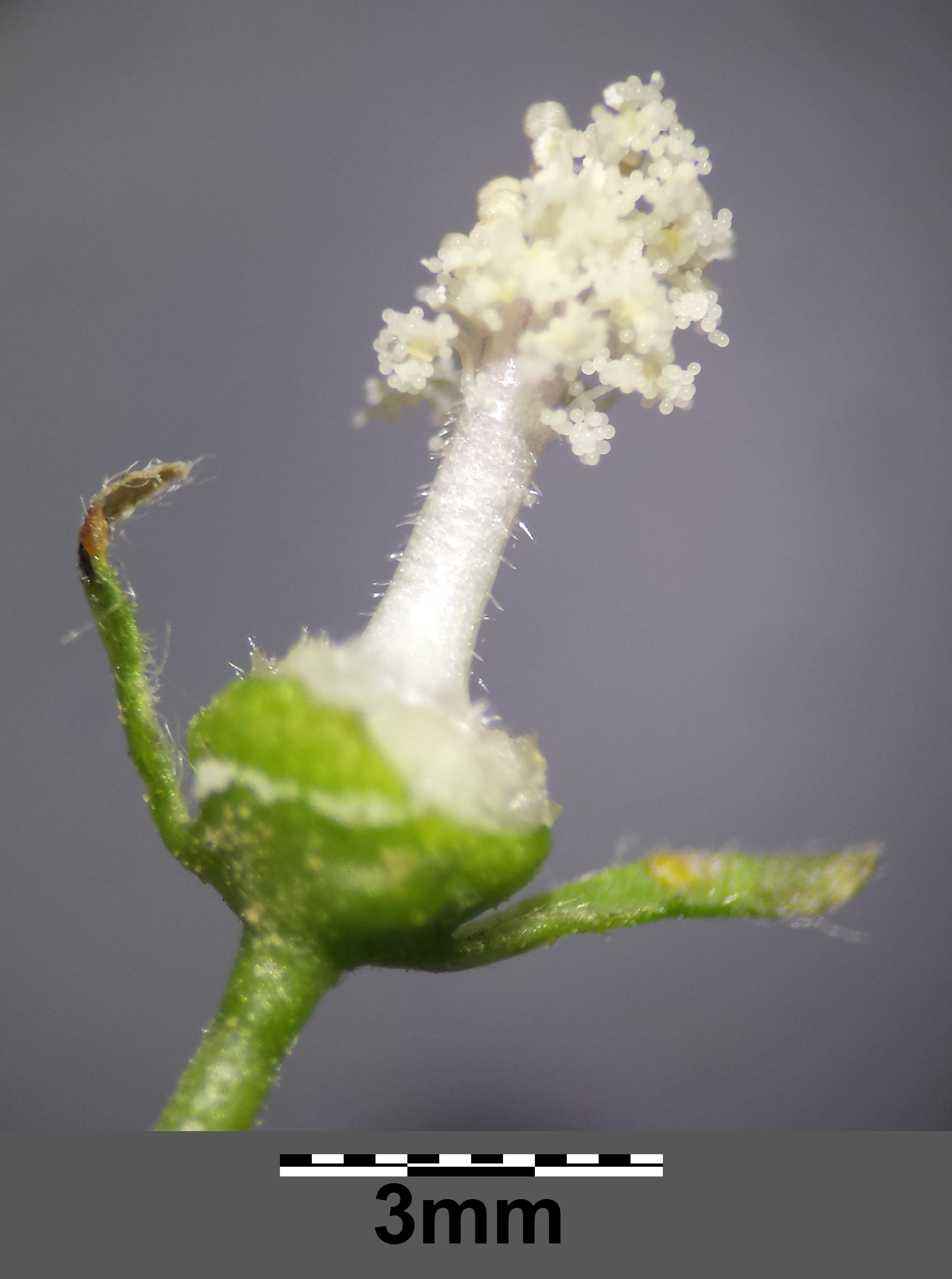
Die Staubfädenröhre ist behaart.

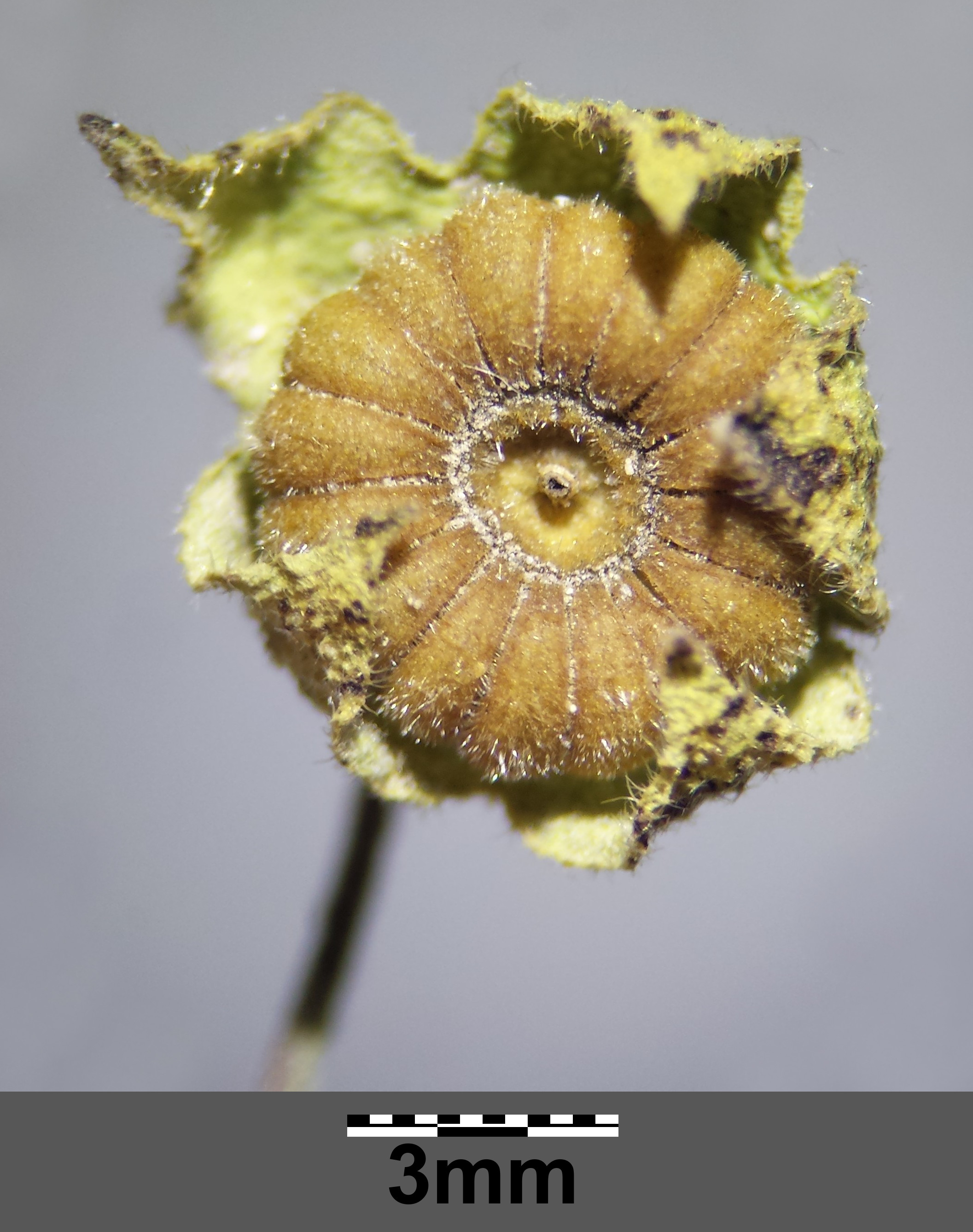
Frucht bestehend aus Teilfrüchten. Diese sind am Rücken fast glatt, meist dicht kurzhaarig und an den Kanten nicht scharf berandet.

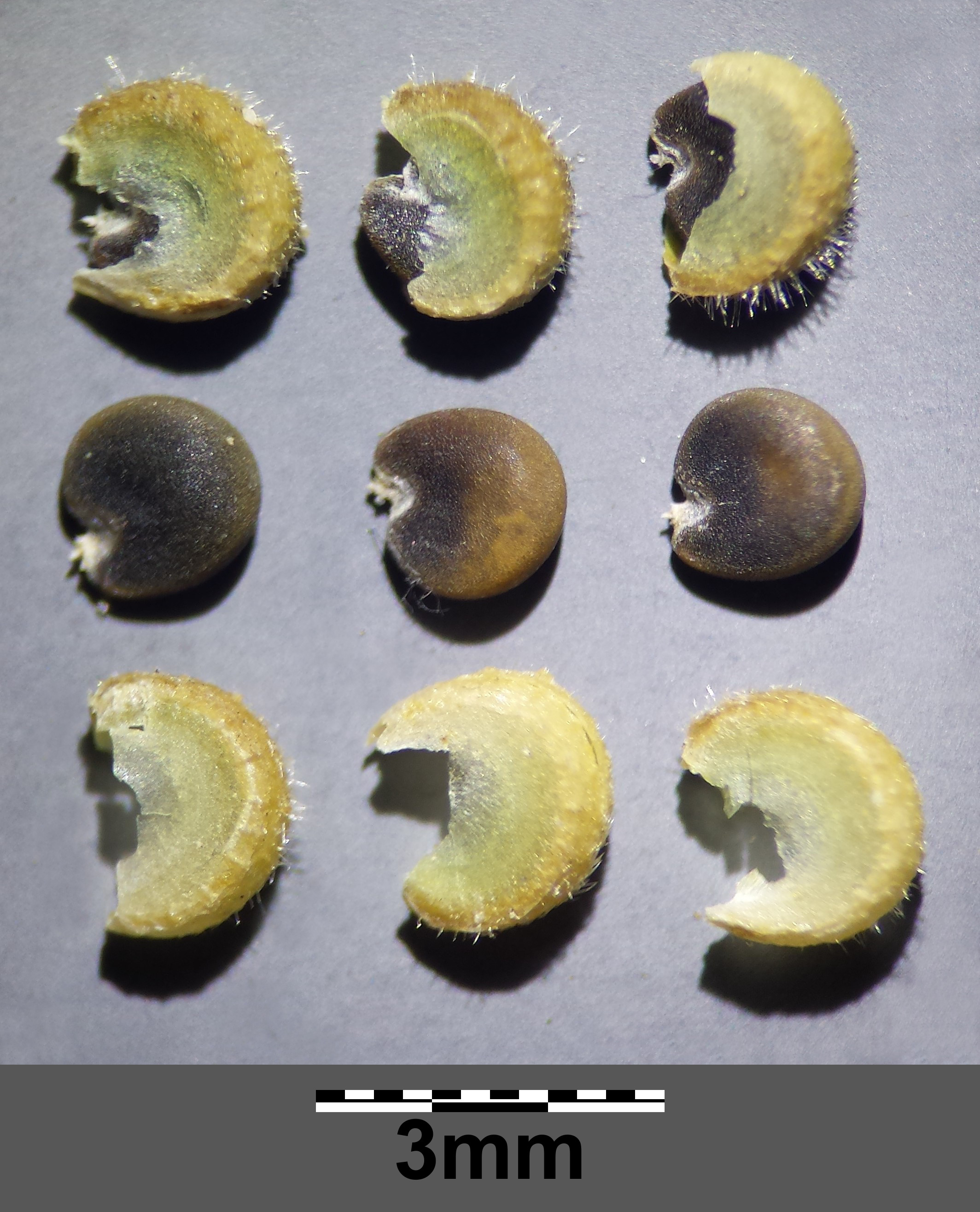
Teilfrüchte und darin enthaltene Samen

### Vegetative Merkmale
Die Weg-Malve ist eine sommergrüne, ein- oder zweijährige krautige Pflanze.
Es werden kurze Faserwurzeln gebildet. Der 15 bis 60 Zentimeter lange, niederliegende bis aufsteigende Stängel ist an seiner Basis verzweigt.
Die wechselständig angeordneten Laubblätter sind in Blattstiel und Blattspreite gegliedert. Der Blattstiel ist etwa 10 Zentimeter lang. Die Blattspreite ist bei einer Länge sowie Breite von 2 bis 6 Zentimetern rundlich bis nierenförmig leicht fünf- bis neunlappig und gezähnt. Die Blattspreite ist durch mindestens drei Blattadern tief zerfurcht und überall behaart.

### Generative Merkmale
Die seitenständigen Blütenstände enthalten eine bis sechs Blüten. Die zwittrigen Blüten sind radiärsymmetrisch, fünfzählig, tütenähnlich. Es sind drei Außenkelchblätter vorhanden. Die fünf schmal lanzettlichen, weißen bis weiß-rosafarbenen Kronblätter sind meist 8 bis 12 Millimeter lang, etwa doppelt so lang wie der Kelch, und tief ausgerandet. Bei der Unterfamilie Malvoideae sind die vielen Staubblätter zu einer den Stempel umgebenden Röhre verwachsen, der sogenannten Columna. Die Staubbeutel haben eine gelbliche bis weißliche Farbe. Die Blütezeit ist Juni bis September.
Die scheibenähnlich runden, grünlichen Früchte sind in 12 bis 15 behaarte Segmente mit je einem Samenkorn aufgeteilt. Samen haben ein knopfartiges Aussehen mit einem Durchmesser von 5 bis 8 Millimetern.
Die Chromosomengrundzahl beträgt x= 21; es liegt Diploidie vor mit einer Chromosomenzahl von 2n = 42.

## Ähnliche Arten
Die Weg-Malve wird manchmal mit dem Gundermann (Glechoma hederacea) verwechselt. Dieser hat jedoch gegenständige Blattstängel, einen viereckigen Stängel und verbreitet einen minzartigen Geruch. Erkennungsmerkmale der Wegmalve sind auch die süßlich schmeckende Wurzel und käseartigen Früchte.
Eine weitere Verwechslungsmöglichkeit besteht mit der Kleinblütigen Malve (Malva pusilla). Die Kleinblütige Malve hat jedoch sehr viel kleinere Blütenkronblätter, die nur 3 bis 5 Millimeter lang und nur schwach ausgerandet sind.

## Ökologie
Es erfolgt Selbst- oder Insektenbestäubung mit Bienen oder Fliegen. Die Diasporen werden mit dem Wind oder als Kletten verbreitet.
Eine weitere Eigenschaft der Weg-Malve ist ihre Epinastie.
Von der Wegmalve ernähren sich Rostpilze und Raupen der Schmetterlingsarten Pyrgus communis, Strymon melinus, Vanessa annabella (Neuweltarten), sowie Vanessa cardui, Helicoverpa zea und Heliothis virescens.

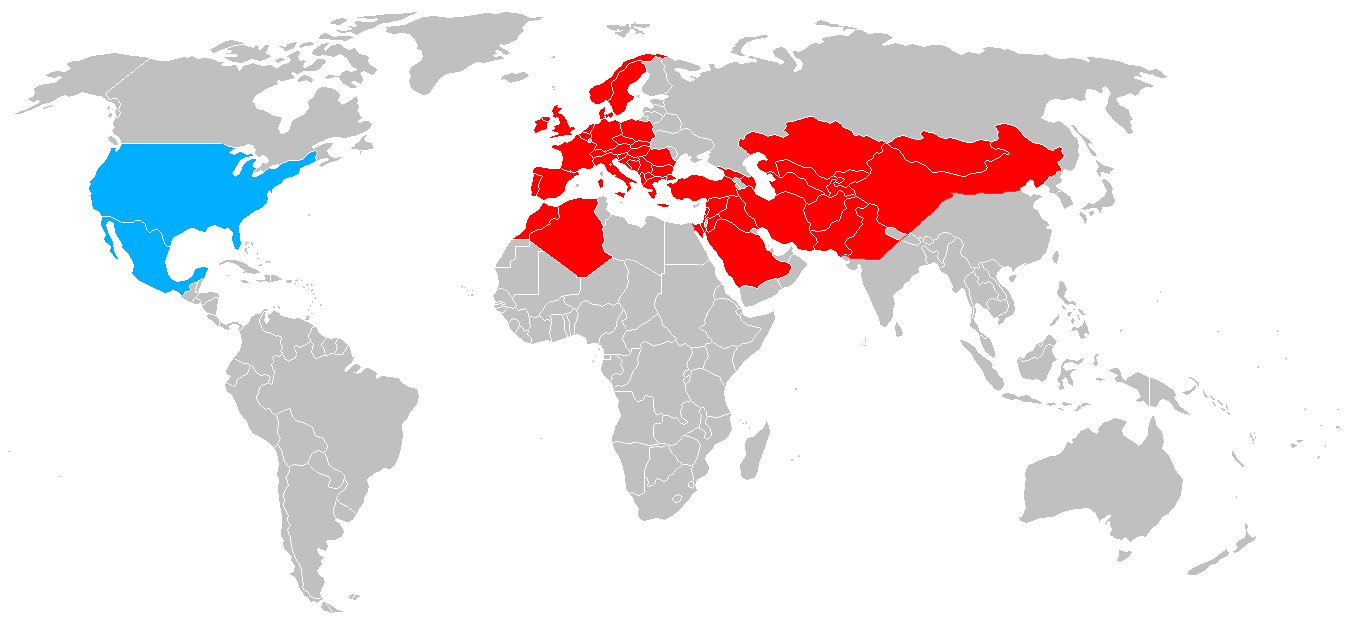
Rot natürliches Verbreitungsgebiet und blau Neophyt

## Vorkommen
Das natürliche Verbreitungsgebiet liegt in Europa, Westasien und im nordwestlichen Afrika. Malva neglecta ist in Nordamerika, Südamerika, Südafrika und Indien ein Neophyt.
Die Weg-Malve gedeiht am besten auf nicht zu trockenen Böden. Da sie stickstoffliebend ist, wächst sie gern in Stallnähe und bei Komposthaufen. Sie verträgt weder Salz noch Schwermetalle. Sie ist in Mitteleuropa zusammen mit der Kleinen Brennnessel (Urtica urens) eine Charakterart des Urtico-Malvetum aus dem Sisymbrion-Verband, kommt aber auch in überdüngten Gesellschaften der Ordnung Polygono-Chenopodietalia vor. In den Allgäuer Alpen steigt sie im Tiroler Teil auf der Ebene oberhalb Steeg bis zu einer Höhenlage von 1250 Metern auf. In der Schweiz wurde sie in Graubünden am Piz dal Fuorn bei 1800 Metern und an der Alp Spluga ob dem Silsersee bei 1900 Metern Meereshöhe beobachtet.
Die ökologischen Zeigerwerte nach Landolt et al. 2010 sind in der Schweiz: Feuchtezahl F = 2+w (frisch aber mäßig wechselnd), Lichtzahl L = 4 (hell), Reaktionszahl R = 3 (schwach sauer bis neutral), Temperaturzahl T = 3+ (unter-montan und ober-kollin), Nährstoffzahl N = 5 (sehr nährstoffreich bis überdüngt), Kontinentalitätszahl K = 4 (subkontinental).

## Weg-Malve in der Küche bzw. in der Medizin
Die Blätter der Weg-Malve enthalten Vitamin C, die Blüten Tannin. In der Pflanze wurde Octacosan, Ascorbinsäure, Cholin, Alkaloid und Saponin (allgemein) gefunden, sie hat einen gewissen Gehalt an Antioxidantien. Bei der Verwendung in der Küche ist ein möglicher hoher Nitratgehalt, ähnlich wie bei Rucola, zu beachten.
In der Küche eignen sich junge Blätter der Weg-Malve hervorragend als Salatersatz, oder gekocht als Gemüse oder zum Andicken von Suppen, da die Blätter beim Kochen eine schleimige Substanz abgeben - wie Okras, die auch zu den Malvengewächsen gehören. Auch die unreifen Samen können roh als Snack oder gekocht verwendet werden, sie haben einen nussigen Geschmack. Die Früchte schmecken ähnlich wie Käse und wurden in Notzeiten zu Mehl verarbeitet. Der Wurzelsud ist als Eiweißersatz verwendbar. In Pakistan wird die Pflanze für das Gericht namens 'panerak' benötigt.
Es gibt eine Laborstudie, die Hinweise auf Wirksamkeit der Pflanze gegen Magengeschwüre zeigt. In der Ethnobotanik wird die Weg-Malve unter anderem gegen Katarrh, Enteritis, Halsschmerzen, Dysphonie und als Expektorans eingesetzt.